# Směr
SMĚR è un'azienda ceca di modellismo statico e di stampaggio materie plastiche per uso industriale.

## Storia
SMĚR nasce nel 1952, come fabbricante di giocattoli in plastica e non.

## Prodotti
-Ideazione e produzione di modellismo statico e giocattoli, giocattoli educazionali. La produzione di modellismo statico è tra le più grandi d'Europa.

-Borse e fogli di polimeri tecnici, per impieghi alimentari e non.

-Stampaggio di materie plastiche per scopi industriali.

### Modellismo

#### Velivoli
- Scala 1:72 - 1:48 (Serie HI-TECH), parziale
- Polikarpov I-153 Chayka
- Fieseler Fi-156 Storch
- Messerschmitt Me 262 B-1a/U1
- Chance Vought F4U Corsair
- Yakovlev Yak-3
- Dewoitine D 520
- Morane Saulnier MS 225
- Morane Saulnier MS 230
- Bloch MB 152
- Curtiss P-36/H.75 Hawk
- Savoia Marchetti S.M.79 Sparviero

#### Navi
Scala 1:120, 1:180
- Black Falcon
- Cutty Sark
- Viking
- Drakkar Oseberg
- Santa María
- Bonhomme Richard
- Cannon Napoleon

#### Auto
Scala 1:32
- Rolls-Royce Silver Ghost, 1911
- Alfa Romeo 159 (F1) Alfetta, 1950
- Talbot-Lago, 1949
- Mercer Raceabout, 1912
- Packard Landaulet, 1912